# Pilares del Lena
Los Pilares del Lena es una formación natural de rocas que se encuentra a lo largo del río Lena en el lejano extremo oriente ruso.  Este lugar único desde el punto de vista ecológico y turístico fue declarado Patrimonio de la humanidad en 2012.  Está localizado a menos de un día río arriba en barco desde la ciudad de Yakutsk, la capital autónoma de la república de Sajá.

## Turismo
Las personas más familiarizadas con la limnología o el ecoturismo en el lago Baikal en Siberia del sur pueden intentar coordinar su viaje con un guía de la región. Se presentan pocas comodidades modernas y confort, aparte de los barcos de crucero. Los senderos son muy empinados y a veces precarios.